# Kamenný Újezd (Boemia meridionale)
Kamenný Újezd è un comune della Repubblica Ceca facente parte del distretto di České Budějovice, in Boemia Meridionale.